# Ctenucha walsinghami
Ctenucha walsinghami är en fjärilsart som beskrevs av Edwards 1873. Ctenucha walsinghami ingår i släktet Ctenucha och familjen björnspinnare. Inga underarter finns listade i Catalogue of Life.